# Izabelin (gmina Kleczew)
Izabelin – wieś w Polsce, położona w województwie wielkopolskim, w powiecie konińskim, w gminie Kleczew.
W latach 1975–1998 miejscowość należała administracyjnie do województwa konińskiego.